# Торфяная улица (Зеленогорск)
Торфяна́я у́лица — улица в городе Зеленогорске Курортного района Санкт-Петербурга. Проходит от проспекта Красных Командиров до улицы Строителей.
Первоначально имела название Mutakatu, что с финского языка переводится как Торфяная улица. Этот топоним известен в Териоках с 1920-х годов.
После войны улица стала Торфяной, тем самым ей дали русский аналог финского названия.
Рядом есть также 1-й Торфяной и 2-й Торфяной переулки.

## Перекрёстки
- Проспект Красных Командиров
- 2-й Торфяной переулок
- Улица Мира
- Выборгская улица / Выборгский переулок